# Голокост у Золотоноші
Голокост у Золотоноші — це систематичне винищення євреїв на території міста Золотоноша (до 1941 року місто входило до складу Полтавської області, нині Золотоноша місто обласного підпорядкування, районний центр Золотоніського району Черкаської області), окупованого нацистською Німеччиною у роки Другої світової війни.

## Окупація Золотоноші під час Другої світової війни. Голокост
Згідно з переписом населення 1939 року, у Полтавській області мешкало 46 928 євреїв. У місті Золотоноша проживало 2087 євреїв. Нацистські війська окупували Золотоношу 19 вересня 1941 року. За декілька місяців до приходу окупаційних військ велика кількість євреїв евакуювалися. Згідно зі звітом надзвичайної державної комісії, на третій день окупації німецький комендант наказав вбити 300 місцевих жителів Золотоноші. Серед цих загиблих було багато біженців із західних частин Радянського Союзу і, ймовірно, що більша частина була євреями. За іншими даними, у цей день 22 вересня 1941 року німецькі солдати убили 300 євреїв біженців.
У статті Лева Євселевського наведено свідчення Фролової О. А. про розправу, яку вчинили нацисти у цей день у місті Золотоноша. Там зазначалося:
У вересні 1941 р., на третій день окупації німецькими військами м. Золотоноша, я особисто бачила, як німецькі солдати і офіцери вели приблизно 300 чоловік радянських громадян з лопатами за місто. Завели в приміщення Бурякопункту, а потім виводили партіями по 10 чоловік, ставили біля воронок і розстрілювали.
Коли воронки були переповнені трупами, тоді німці кидали розстріляних у колодязі, що знаходилися у дворі «Бурякопункту».
Німці, які брали участь у розстрілі цих 300 євреїв, були, ймовірно, членами зондеркоманди 4а. Решта євреїв була загнана до гетто, звідки їх потім забирали для виконання різних примусових робіт, наприклад, прибирання вулиць, або ремонт доріг.
21 листопада 1941 року німецький комендант зробив оголошення про те, що всі євреї будуть переселені до Кременчука наступного дня. Їм було наказано зібрати свої цінні речі, гроші та кращий одяг і зібратися поблизу штаб-квартири гестапо о 9-тій ранку 22 листопада. 22 листопада 1941 року німецький загін, під керівництвом начальника гестапо майора Кляуса, начальника польової жандармерії — лейтенанта Рейнекке, командира військ СС штурмбанфюрера Бауеря Франца, начальника поліції Золотоніської округи фельдфебеля Володимира Каланчука вчинили розсправу над єврейським населенням.
Все почало з того, що 22 листопада 1941 року охоронці ходили по місту та пильно обшукували єврейські домівки та сусідні будинки, щоб знайти євреїв, які переховувалися. У євреїв, які з'явилися за місцем призначення, було вилучено їхні цінні речі. Їх повели до північно-східної частини міста (Струнківки).
У статті Вячеслава Сушка «Голокост на Полтавщині у 1941—1943 рр.» знаходимо свідчення Василя Куца, місцевого жителя, свідка розстрілу євреїв у Золотоноші, який зазначав:
…я особисто бачив, як німці спільно із поліцейськими гнали за місто єврейське населення, на шляху переслідування їх били дубинками, роздавалися крики дітей та дорослих, їх гнали до обриву і там проводили розстріл…Розстріл проводився з 9 до 12 годин дня…Після розстрілу я бачив, що німці одяг розстріляних вивозили на підводах до міста.
Зі різними оцінками дослідників кількість євреїв, які загинули в результаті цієї акції складає щонайменше 600.
Колишній військовослужбовець орсткомендатури I/318 Отто Цехнер розповідав:
В Золотоноше, где мы находились осенью 1941 г., был большой лагерь, состоявший из каменных зданий и обнесенный забором. Его охраняли члены подразделения СД. В лагере было примерно 800—900 евреев, в том числе женщины и дети. Однажды рано утром они были угнаны за несколько километров от города и расстреляны там в яме. Все это я не видел, а знаю из рассказов […] Бургомистр Золотоноши, профессор, будто бы противился очистке лагеря. Тогда он был допрошен СД и на легковой машине доставлен в Киев, откуда он больше не вернулся. Подразделение СД находилось в Золотоноше несколько недель и размещалось в 200—300 метрах от ортскомендатуры на главной улице. После очистки лагеря это подразделение СД покинуло город […].
Зі «звіту фельдкомендатури 197 від 18.12.1941 р. за період з 29.11 до 18.12.41 включно» також дізнаємося про те, що в місті Золотоноша «имеется примерно 11 100 жителей, в том числе 600 евреев. Их отдельное размещение еще будет улажено […]».
До весни 1942 року декілька сотень євреїв були завезені до Золотоноші із навколишніх сіл та містечок. У січні 1942 року частину євреїв було розстріляно. Решту євреїв було вбито частинами зондеркоманди «Плат» у червні 1942 року. Всього за період окупації у місті Золотоноша було вбито близько 1000 євреїв.